# Wskrzeszenie Łazarza (wg Rembrandta)
Wskrzeszenie Łazarza (wg Rembrandta) (hol. De opwekking van Lazarus (naar Rembrandt), ang. The Raising of Lazarus (after Rembrandt)) – obraz Vincenta van Gogha namalowany w maju 1890 podczas pobytu artysty w miejscowości Saint-Rémy.
Nr kat.: F 677, JH 1972 rok.

## Historia

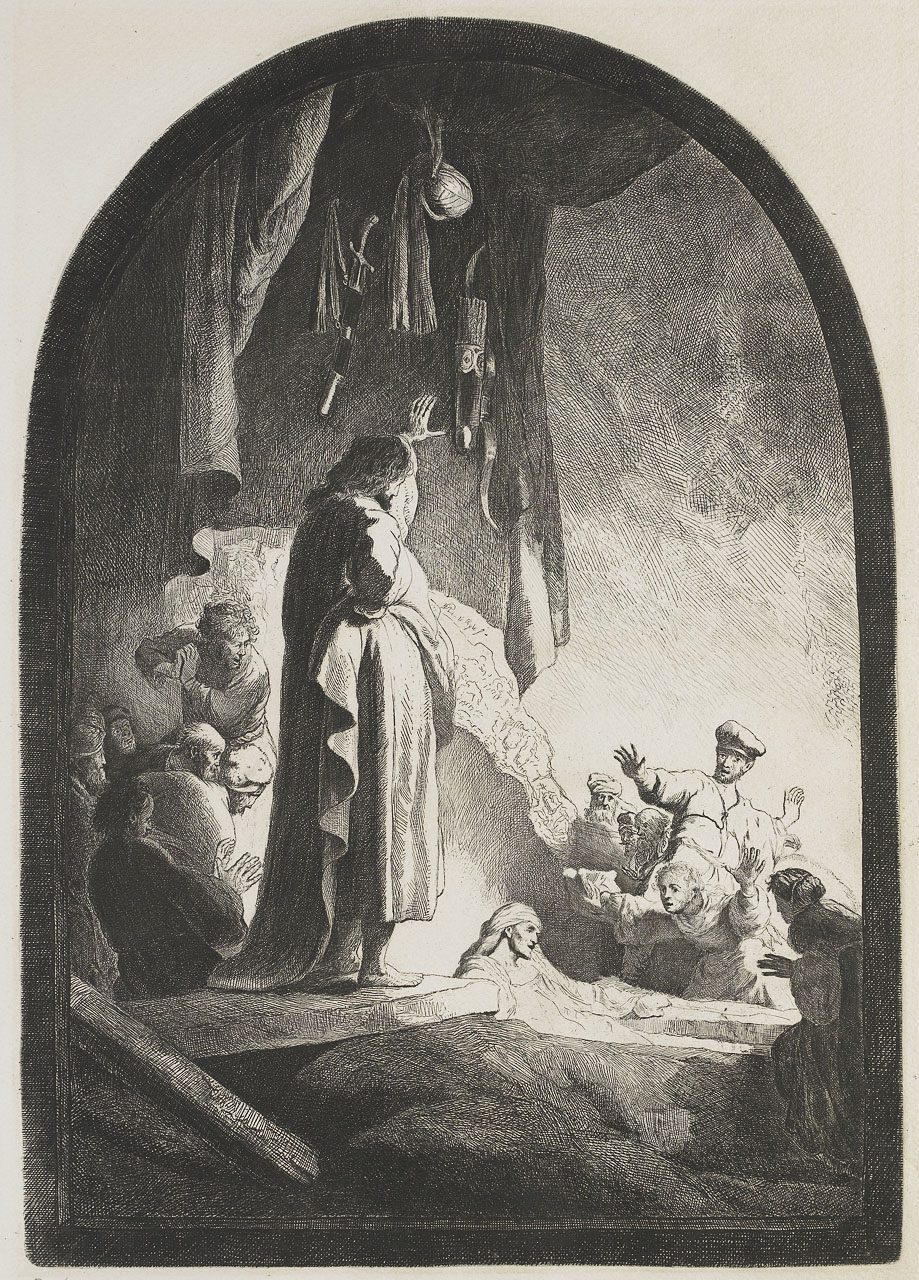
Rembrandt, Wskrzeszenie Łazarza

Vincent van Gogh w czasie pobytu w szpitalu psychiatrycznym Saint-Paul-de-Mausole w Saint-Rémy malował kopie obrazów innych malarzy, których cenił, w tym Rembrandta. Obraz Wskrzeszenie Łazarza powstał na podstawie fragmentu sztychu Rembrandta przedstawiającego biblijną scenę wskrzeszenie Łazarza przez Jezusa. Niewielki sztych z roku 1632, o wymiarach 32 x 25 cm, był prawdopodobnie studium do obrazu. Artysta dokonał jednak istotnych zmian w porównaniu z oryginałem Rembrandta, chcąc być może zneutralizować religijną wymowę dzieła. Usunął bowiem postacie mężczyzn a w ich miejsce umieścił ogromne, gorejące słońce. Przedstawiony na obrazie Łazarz ma rudą brodę, podobną do brody samego van Gogha, który być może widział analogię pomiędzy przywróconym do życia Łazarzem a sobą samym, zmagającym się z chorobą umysłową i próbującym uwolnić się od niej.

## Opis
W liście do brata Theo z początku maja 1890 Vincent van Gogh tak opisał swój obraz:
Sztychy, które mi wysłałeś, są rzeczywiście piękne. Na odwrocie nabazgrałem croquis według malowidła z trzema postaciami, które są w tle sztychu Łazarza. Martwy mężczyzna i jego dwie siostry. Grota i zwłoki są w kolorze fioletowym, żółtym i białym. Kobieta, która bierze chustę ze wskrzeszonego mężczyzny, ma na sobie zieloną suknię i pomarańczowe włosy, druga ma włosy czarne a suknię w paski. Zielone i różowe. Za nimi wiejski pejzaż, błękitne wzgórza, żółte wschodzące słońce. Tak więc ta kombinacja kolorów sama przez się mówi o tym samym, co wyraża chiaroscuro sztychu.